# Folsomia candida
Folsomia candida è una specie di collembolo appartenente alla famiglia Isotomidae. Descritta per la prima volta da Victor Willem nel 1902; è stata chiamata così in onore dell'entomologo J.W. Folsom e per la sua mancanza di pigmentazione. È presente nel terreno di molte località del mondo, essendo stato diffuso inavvertitamente dall'uomo. Si riproduce per partenogenesi e viene utilizzato come organismo modello nella ricerca.

## Descrizione
Folsomia candida ha un corpo non pigmentato e può raggiungere la lunghezza di 3 mm. La testa è dotata di un paio di antenne composte da quattro segmenti e di un paio di organi post-antennali, ma non di ocelli. La parte dorsale del primo segmento toracico è ridotta e i tre segmenti addominali posteriori sono fusi. Il lato ventrale del quarto segmento addominale porta una furca, un organo utilizzato per il salto; il numero di setole presenti su questo organo viene utilizzato per distinguere questa specie da altre.

## Distribuzione e habitat
Questo collembolo è stato definito una specie alloctona in quanto si è diffuso in tutto il mondo nel terreno e nei vasi delle piante. Si trova nelle miniere e nelle grotte, nei terreni ad alto contenuto organico, nelle fattorie, nella lettiera delle foreste e sulle rive dei corsi d'acqua.

## Ecologia
Le popolazioni sono composte solo da femmine, che si riproducono per partenogenesi. Le uova bianche e globulari della specie impiegano circa una settimana per schiudersi alla temperatura di 21 °C. Dopo la nascita, le larve impiegano tre settimane per raggiungere la maturità, dopo aver mutato cinque volte. A temperature più basse, lo sviluppo richiede più tempo. Gli adulti continuano a mutare, circa 45 volte nel corso della loro vita, in che include anche la perdita del rivestimento dell'intestino medio. Possono vivere dai 110 ai 240 giorni, a seconda della temperatura, e ciascuna può deporre circa mille uova. La dieta è costituita principalmente dalle ife dei funghi; si nutrono anche delle micorrize delle radici.
Gli invertebrati che vivono tra le particelle del terreno in habitat sotterranei spesso presentano livelli elevati di anidride carbonica, che tendono ad aumentare con la profondità. I ricercatori hanno scoperto che il collembolo Allacma fusca, che vive in superficie, può tollerare un livello di 10% di anidride carbonica per alcune ore, mentre al contrario, F. candida, che vive più in profondità nel terreno, può sopravvivere nelle stesse condizioni per più di sei settimane.
Non è chiaro se i collemboli nel terreno siano nel complesso benefici o svantaggiosi per le colture. Nel caso della F. candida, le azioni benefiche includono l'alimentazione di nematodi e acari fitopatogeni.

## Utilizzo in ricerca
Gli esemplari di F. candida si conservano facilmente in laboratorio dove possono essere mantenuti fornendogli lievito di birra granulare come cibo. I ricercatori hanno sviluppato ceppi allevati da singoli individui. I collemboli e in partoclare le specie appartenenti al genere Folsomia, sono utilizzati da oltre 50 anni per testare gli effetti dei pesticidi e degli inquinanti del suolo. I primi studi in cui F. candida  è stata utilizzata come organismo modello per le ricerche riguardanti la decomposizione e il processo di lisciviazione dei nutrienti presenti nella lettiera delle foglie risalgono al 1982. È stato anche utilizzato come organismo modello per studiare molte caratteristiche diverse, tra cui la tolleranza al freddo, la tolleranza all'anidride carbonica e gli effetti delle sue attività di pascolo sui funghi del suolo e sulle micorrize che crescono sulle radici, portando alla pubblicazione nel 1999 di un protocollo raccomandato dall’Organizzazione internazionale per la normazione (ISO), con una revisione nel 2014 e nel 2023.È stato utilizzato per studiare i processi coinvolti nella decomposizione della lettiera di foglie, i ritmi circadiani, i ritmi circaseptani (settimanali), la gradevolezza e il valore nutritivo di diversi residui vegetali e specie di funghi, gli effetti sull'invecchiamento di diverse condizioni ambientali, le dinamiche e il comportamento della popolazione. I ceppi sono stati mantenuti in crescita nelle colture per più di cinque anni e gli individui in eccesso possono essere utilizzati come cibo per invertebrati per altri organismi tenuti in laboratorio. F. candida è stata utilizzata anche per testare l'effetto del digestato aggiunto al suolo.